# تپه قلعه شماره (۲)
تپه قلعه شماره (۲) در شهرستان قزوین، بخش مرکزی، روستای الولک واقع شده و این اثر در تاریخ ۲۵ اسفند ۱۳۸۰ با شمارهٔ ثبت ۵۶۱۰ به‌عنوان یکی از آثار ملی ایران به ثبت رسیده است.